# Gellershausen (Edertal)
Gellershausen ist ein Ortsteil der Gemeinde Edertal im nordhessischen Landkreis Waldeck-Frankenberg.

## Geographie

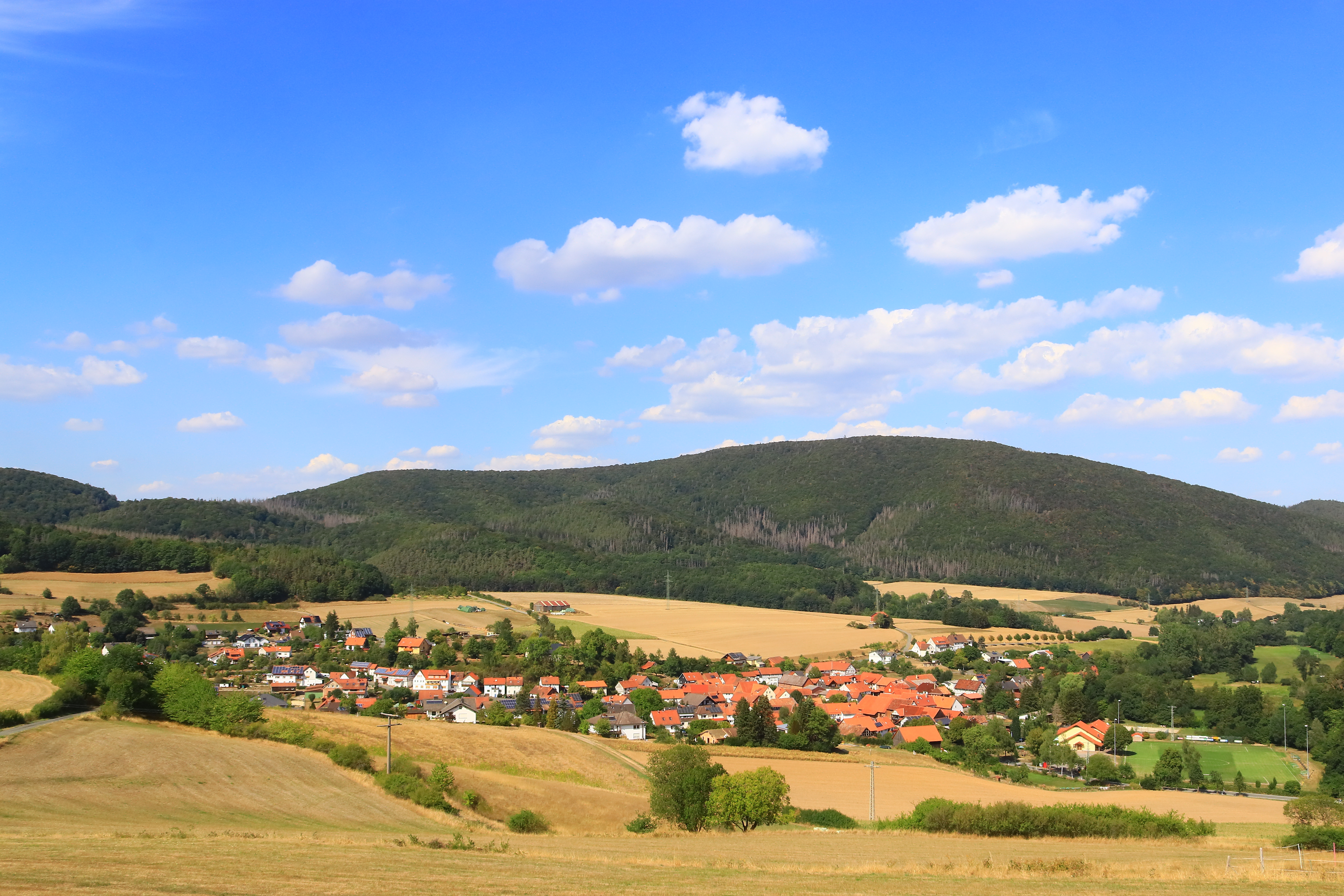
Gellershausen, im Hintergrund der Dicke Kopf (Berg, Höhe 603,7 m über NHN)

Der von Wäldern umgebene Ort, ein Haufendorf, liegt im Wesebachtal unmittelbar am südöstlichen Rand des Nationalparks Kellerwald-Edersee. Durch das Dorf verläuft die Landesstraße 3332, am südlichen Ortsrand führt der Kellerwaldsteig vorbei.

## Geschichte

### Ortsgeschichte
Die älteste bekannte und gesicherte schriftliche Erwähnung von Gellershausen erfolgte um das Jahr 1230 unter dem Namen Geroldeshusen. Weitere Erwähnungen erfolgten unter den Ortsnamen (in Klammern das Jahr der Erwähnung): Gheloldeshusen  (um 1240), Geldershusen (1267) und Geldirshusen (1347).
Es finden sich Hinweise, dass die Siedlung bereits wesentlich früher, bereits zur Zeit der Chatten, gegründet wurde. Im Jahre 1537 wird erstmals der heutige Name erwähnt. Die Gemeinde entwickelte sich weiter, der Ort ist über die Jahrhunderte landwirtschaftlich geprägt. Darüber hinaus werden in den vergangenen 300 Jahren ein Bleibergwerk sowie Schieferabbau erwähnt.
Hessische Gebietsreform (1970–1977)
Im Zuge der Gebietsreform in Hessen wurde die bis dahin selbständige Gemeinde Gellershausen zum 1. Oktober 1971 auf freiwilliger Basis in die Gemeinde Edertal eingemeindet. Für Gellershausen, wie für alle ehemaligen Gemeinden von Edertal, wurden Ortsbezirke mit Ortsbeirat und Ortsvorsteher nach der Hessischen Gemeindeordnung gebildet.

### Verwaltungsgeschichte im Überblick
Die folgende Liste zeigt die Staaten bzw. Herrschaftsgebiete und deren untergeordnete Verwaltungseinheiten, in denen Gellershausen lag:
- vor 1356: Heiliges Römisches Reich, Herrschaft Itter
- 1356–1590: Heiliges Römisches Reich, Landesherrschaft strittig zwischen Landgrafschaft Hessen, Kurmainz und Grafschaft Waldeck, Herrschaft Itter
- ab 1590: Heiliges Römisches Reich, Grafschaft Waldeck, Amt Waldeck
- ab 1712: Heiliges Römisches Reich, Fürstentum Waldeck, Amt Waldeck
- ab 1807: Fürstentum Waldeck, Amt Waldeck
- ab 1815: Fürstentum Waldeck, Oberamt der Eder (Sitz in Nieder-Wildungen)
- ab 1816: Fürstentum Waldeck, Oberjustizamt der Eder (Sitz in Nieder-Wildungen)
- ab 1850: Fürstentum Waldeck-Pyrmont (seit 1849), Kreis der Eder[Anm. 1]
- ab 1867: Fürstentum Waldeck-Pyrmont (Akzessionsvertrag mit Preußen), Kreis der Eder
- ab 1871: Deutsches Reich, Fürstentum Waldeck-Pyrmont, Kreis der Eder
- ab 1919: Deutsches Reich, Freistaat Waldeck-Pyrmont, Kreis der Eder
- ab 1929: Deutsches Reich, Freistaat Preußen, Provinz Hessen-Nassau, Regierungsbezirk Kassel, Kreis der Eder
- ab 1942: Deutsches Reich, Freistaat Preußen, Provinz Hessen-Nassau, Regierungsbezirk Kassel, Landkreis Waldeck
- ab 1944: Deutsches Reich, Freistaat Preußen, Provinz Kurhessen, Regierungsbezirk Kassel, Landkreis Waldeck
- ab 1945: Amerikanische Besatzungszone, Groß-Hessen, Regierungsbezirk Kassel, Landkreis Waldeck
- ab 1946: Amerikanische Besatzungszone, Land Hessen, Regierungsbezirk Kassel, Landkreis Waldeck
- ab 1949: Bundesrepublik Deutschland, Land Hessen, Regierungsbezirk Kassel, Landkreis Waldeck
- ab 1971: Bundesrepublik Deutschland, Land Hessen, Regierungsbezirk Kassel, Landkreis Waldeck, Gemeinde Edertal[Anm. 2]
- ab 1974: Bundesrepublik Deutschland, Land Hessen, Regierungsbezirk Kassel, Landkreis Waldeck-Frankenberg, Gemeinde Edertal

### Bevölkerung
Einwohnerstruktur 2011
Nach den Erhebungen des Zensus 2011 lebten am Stichtag dem 9. Mai 2011 in Gellershausen 435 Einwohner. Darunter waren 3 (0,7 %) Ausländer.
Nach dem Lebensalter waren 63 Einwohner unter 18 Jahren, 195 zwischen 18 und 49, 105 zwischen 50 und 64 und 111 Einwohner waren älter.
Die Einwohner lebten in 201 Haushalten. Davon waren 66 Singlehaushalte, 57 Paare ohne Kinder und 57 Paare mit Kindern, sowie 15 Alleinerziehende und 3 Wohngemeinschaften. In 54 Haushalten lebten ausschließlich Senioren und in 141 Haushaltungen leben keine Senioren.
Einwohnerentwicklung
 Quelle: Historisches Ortslexikon
- 1620: 40 Häuser
- 1650: 13 Häuser
- 1738: 41 Häuser
- 1770: 50 Häuser, 271 Einwohner

| Gellershausen: Einwohnerzahlen von 1770 bis 2020 | Gellershausen: Einwohnerzahlen von 1770 bis 2020 | Gellershausen: Einwohnerzahlen von 1770 bis 2020 | Gellershausen: Einwohnerzahlen von 1770 bis 2020 | Gellershausen: Einwohnerzahlen von 1770 bis 2020 |
| --- | ------------------------------------------------ | ------------------------------------------------ | ------------------------------------------------ | ------------------------------------------------ |
| Jahr |                                                  |                                                  |                                                  | Einwohner                                        |
| 1770 | 1770                                             |                                                  | 271                                              | 271                                              |
| 1800 | 1800                                             |                                                  | ?                                                | ?                                                |
| 1834 | 1834                                             |                                                  | 445                                              | 445                                              |
| 1840 | 1840                                             |                                                  | 498                                              | 498                                              |
| 1846 | 1846                                             |                                                  | 496                                              | 496                                              |
| 1852 | 1852                                             |                                                  | 490                                              | 490                                              |
| 1858 | 1858                                             |                                                  | 466                                              | 466                                              |
| 1864 | 1864                                             |                                                  | 450                                              | 450                                              |
| 1871 | 1871                                             |                                                  | 370                                              | 370                                              |
| 1875 | 1875                                             |                                                  | 396                                              | 396                                              |
| 1885 | 1885                                             |                                                  | 462                                              | 462                                              |
| 1895 | 1895                                             |                                                  | 453                                              | 453                                              |
| 1905 | 1905                                             |                                                  | 418                                              | 418                                              |
| 1910 | 1910                                             |                                                  | 398                                              | 398                                              |
| 1925 | 1925                                             |                                                  | 379                                              | 379                                              |
| 1939 | 1939                                             |                                                  | 345                                              | 345                                              |
| 1946 | 1946                                             |                                                  | 513                                              | 513                                              |
| 1950 | 1950                                             |                                                  | 566                                              | 566                                              |
| 1956 | 1956                                             |                                                  | 517                                              | 517                                              |
| 1961 | 1961                                             |                                                  | 460                                              | 460                                              |
| 1967 | 1967                                             |                                                  | 440                                              | 440                                              |
| 1980 | 1980                                             |                                                  | ?                                                | ?                                                |
| 1990 | 1990                                             |                                                  | ?                                                | ?                                                |
| 2000 | 2000                                             |                                                  | ?                                                | ?                                                |
| 2011 | 2011                                             |                                                  | 435                                              | 435                                              |
| 2015 | 2015                                             |                                                  | 414                                              | 414                                              |
| 2020 | 2020                                             |                                                  | 423                                              | 423                                              |
| Datenquelle: Historisches Gemeindeverzeichnis für Hessen: Die Bevölkerung der Gemeinden 1834 bis 1967. Wiesbaden: Hessisches Statistisches Landesamt, 1968. Weitere Quellen: LAGIS; Gemeinde Edertal; Zensus 2011 |                                                  |                                                  |                                                  |                                                  |

Religionszugehörigkeit
| • 1895: | 422 evangelische (= 9,36 %), keine katholischen oder jüdischen, 30 anderes christliche-konfessionelle (= 6,64 %), ein anderer (= 0,22 %) Einwohner |
| • 1961: | 395 evangelische (= 85,87 %), 56 katholische (= 12,17 %) Einwohner                                                                                 |